# NRP Delfim (S166)
Pour les autres navires du même nom, voir NRP Delfim.
Le NRP Delfim (pennant number : S166) est un sous-marin de la marine portugaise de classe Albacora. Il a été utilisé par la marine portugaise du 1er octobre 1969 jusqu’en 2005. 

## Engagements
Le navire a été construit aux Chantiers Dubigeon à Nantes, où la quille a été posée le 12 mai 1967. Le navire a été lancé le 23 septembre 1968 et a été mis en service le 1er octobre 1969. En 2005, il a été désarmé pour des raisons de sécurité, au vu de sa grande ancienneté et de son état avancé de dégradation.
Le Delfim a été désarmé par la marine portugaise en décembre 2005. En 2006, le conseil municipal de Viana do Castelo, dans le nord du Portugal, a approuvé à l’unanimité le projet de faire venir le sous-marin dans cette municipalité et d’en faire un navire musée. Le ministère de la Défense du Portugal a approuvé le 24 août 2011 la cession du sous-marin à cette municipalité. Les systèmes d’armes du navire ont été démontés dans cette perspective. Cependant, à ce jour le Delfim est toujours amarré sur les quais de l’ancien chantier naval de Lisbonne, situé à Cacilhas, dans la municipalité d’Almada, juste à côté de la base navale de Lisbonne. Il a longtemps partagé un quai avec son sister-ship, le Albacora, jusqu’à ce que ce dernier coule en janvier 2011 et soit mis à la ferraille. À Cacilhas se trouve également un troisième sous-marin de classe Albacora, qui a eu un sort plus enviable : le NRP Barracuda a été transformé en navire musée et il est conservé dans une cale sèche, à côté de la frégate Dom Fernando II e Glória, un trois-mâts du XIXe siècle.